# 白斑岩頭長頜魚
白斑岩頭長頜魚（學名：Petrocephalus pallidomaculatus），為輻鰭魚綱骨舌魚目象鼻魚科的其中一種，分布於非洲尼羅河上游、佛塔河流域，體呈銀色，體長可達8.5公分，棲息在底層水域。